# Bambiriáda

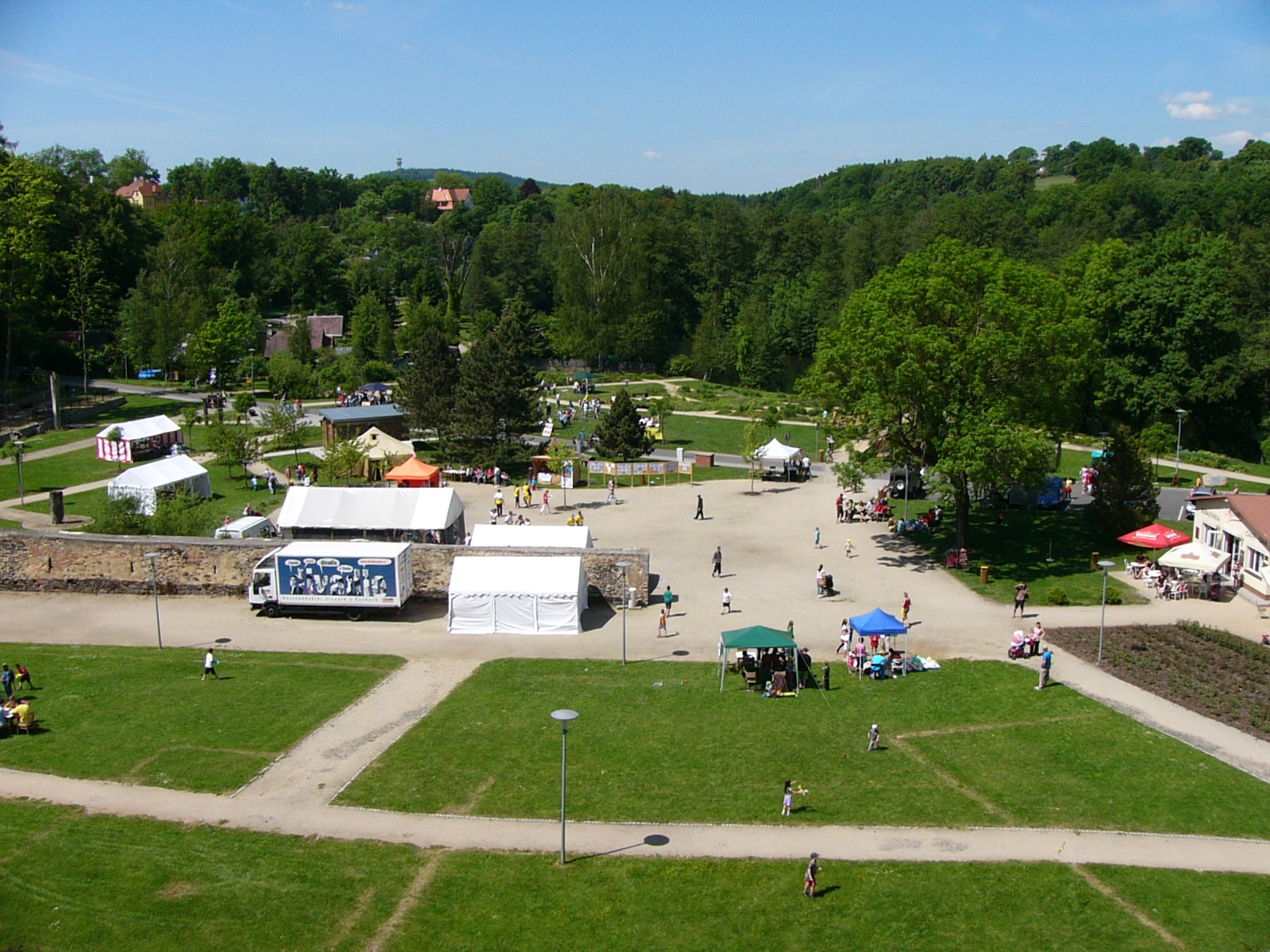
Bambiriáda 2012 in Cheb

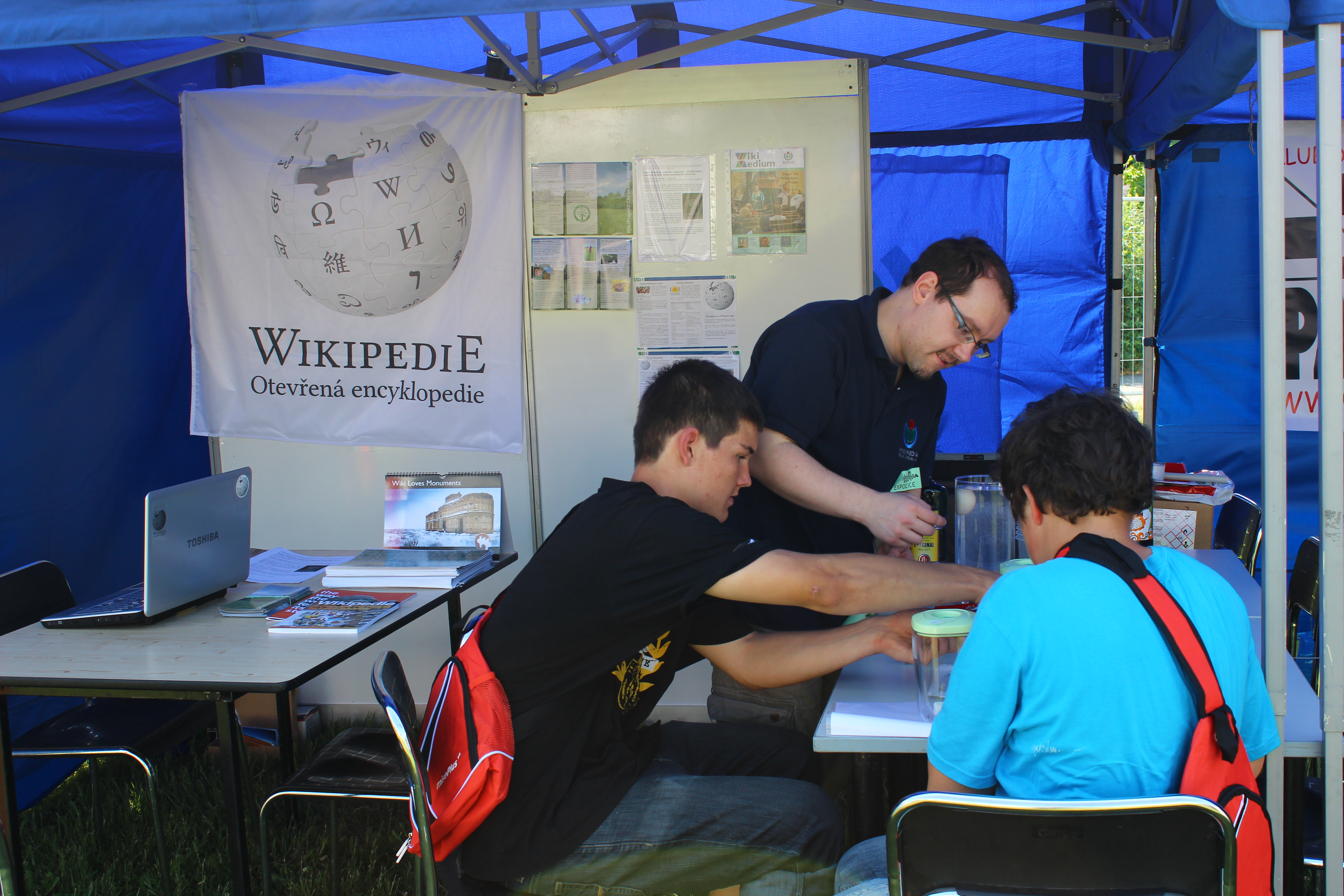
Wikipedia-Stand 2012 in Prag

Die Bambiriáda ist ein jährliches Festival von und für Kinder und Jugendliche und deren Freizeiteinrichtungen, welches seit 1999 gleichzeitig in den größeren Städten Tschechiens angeboten wird. Es ist eine Initiative des Tschechischen Rates für Kinder und Jugendliche (ČRDM).
Die Bambiriáda bietet einmal im Jahr den staatlichen und freien Verbänden und privaten Initiatoren, die sich in der Kinder- und Jugendarbeit engagieren, eine Plattform um sich kennenzulernen, auszutauschen und diese gemeinsame Veranstaltung durchzuführen. In vielen großen Städten Tschechiens finden musikalische und sportliche Vorführungen statt. Des Weiteren gibt es Informationsstände, Bastelangebote und Workshops.